# Sojuz TMA-06M
Sojuz TMA-06M (ryska: Союз ТMA-06M) var en flygning i det ryska rymdprogrammet. Flygningen transporterade Oleg Novitskiy, Evgeny Tarelkin och Kevin Ford till och från Internationella rymdstationen ISS.
Farkosten sköts upp från Kosmodromen i Bajkonur den 23 oktober 2012 med en Sojuz-FG-raket. Farkosten dockade med rymdstationen den 25 oktober 2012.
Den 15 mars 2013 lämnade man ISS. Några timmar senare återinträdde farkosten i jordens atmosfär och landade i Kazakstan.
I och med att farkosten lämnade rymdstationen var Expedition 34 avslutad.